# Курама (крепость)

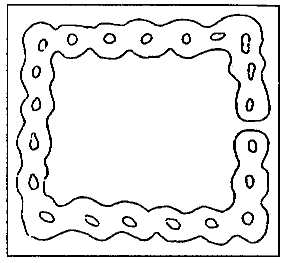
План крепости Курама

Курама — средневековое укрепление в Казахстане. Расположено в 18 км от аула Акжар Байзакского района Жамбылской области. Исследовано в 1936 году Казахским отделением АН СССР и археологической экспедицией Института истории материальной культуры АН СССР (руководитель А. Н. Бернштам), в 1978 году археологической экспедицией Жамбылского областного историко-краеведческого музея.
Холм в виде прямоугольного квадрата, площадь 265×240 м, обнесён земляным валом высотой 2 м, шириной 20 м. По углам и на стенах крепости обнаружены остатки сторожевых башен (высотой 1 м, диаметром 30—35 м). С запада и востока в стенах крепости имеются ворота. Найдены осколки глиняной посуды, на которой нанесены узоры. Датируется VIII—XII веками.